# Alphonse Ier de Bragance
Pour les articles homonymes, voir Alphonse Ier.
Alphonse Ier, duc de Bragance, né le 10 août 1377 à Estremoz et mort le 15 décembre 1461 à Chaves, est un fils illégitime du roi Jean Ier de Portugal et d'Inès Peres. 
8e comte de Barcelos, seigneur de Guimarães, puis premier duc de Bragance, Alphonse est le fondateur de la lignée du même nom, qui régna sur le Portugal de 1640 à 1853 (et de 1853 à 1910 avec Marie II – le Portugal ne connaissant pas la loi salique – et ses descendants) et sur le Brésil de 1815 à 1889.
Il épousa à Leiria le 8 novembre 1401, Béatrice Pereira, héritière de Nuno Álvares Pereira, connétable de Portugal, allié du roi Jean Ier.
De cette union naîtront :
- Isabelle de Bragance (octobre 1402 - 26 octobre 1465), x son oncle paternel le connétable Jean de Portugal : dont postérité
- Alphonse de Bragance (vers 1403 - 1460)
- Ferdinand Ier de Bragance (1404 - 1er avril 1478)

Les rois de Portugal de la Maison de Bragance et l'un des actuels prétendants au trône royal portugais (Duarte, le « duc de Bragance ») descendent en ligne directe du duc Alphonse Ier par son dernier fils Ferdinand Ier (1404-1478), tandis que les actuels prétendants concurrents au trône impérial brésilien (Pierre-Charles et Louis-Gaston d'Orléans et Bragance) en descendent aussi par le mariage (1864) de la princesse impériale, Isabelle de Bragance avec Gaston d'Orléans (petit-fils de Louis-Philippe Ier, roi des Français).
Plusieurs autres branches capétiennes, faisant partie des noblesses portugaise et espagnole, sont issues de ce personnage : les Álvares Pereira de Melo, ducs de Cadaval, les Castro Andrade, comtes de Lemos, les Noronha et les Faro, comtes de Faro (pt), d'Odemira (pt) et du Vimieiro (pt) ; et par filiation naturelle, les Portugal y Castro, comtes de Vimioso (pt), les Bragance, ducs de Lafões (pt) (voir l'armorial des Bragance).